# Gloria Valencia de Castaño
 Gloria Valencia de Castaño (Ibagué, 27 de julio de 1927-Bogotá, 24 de marzo de 2011) fue una periodista y presentadora de televisión colombiana. Consagrada por el público y la crítica, como la «Primera Dama» de la televisión colombiana es reconocida también como una de las principales figuras de la divulgación de la cultura en Colombia.
En septiembre de 1950 inició, junto con su esposo, el abogado Álvaro Castaño Castillo y otras personas, la emisora cultural HJCK, "El mundo en Bogotá". Por más de medio siglo fue colaboradora de varios programas de esa emisora, que hoy transmite sólo vía internet, con temáticas en torno a la información y promoción cultural.

## Sus primeros años
Gloria Valencia ingresó a la televisión desde sus inicios en 1954. Además de presentadora oficial animó, a fines de año, el primer intento de programa comercial de la televisión colombiana: El lápiz Mágico, patrocinado por el Banco Popular. Presentó también el espacio Conozca los autores, cuya primera emisión la realizó con el maestro León de Greiff. 
Desde ese entonces comenzó a consagrarse así como la primera figura femenina de la televisión colombiana. En 1957 comenzó a trabajar con las programadoras privadas, en primera instancia con PUNCH, la pionera, con el programa Por los caminos de la patria. Luego, desde 1963 trabajo con Radio Televisión Interamericana (RTI) en programas como "El precio es Correcto", "Estudio Uno" y "Cumpleaños Ramo". Posteriormente trabajo con Caracol, Cenpro y en 1979 comenzó a laborar con Radio Cadena Nacional (RCN Radio) y más tarde con RCN Televisión.
Mediante su vinculación permanente a la televisión colombiana, Gloria Valencia de Castaño colaboró en más de veinte programas, destacándose "Carta de Colombia", producido por RTI Televisión entre 1970 y 1979, dirigido por Álvaro Castaño Castillo, y presentado también en la HJCK; con este programa obtuvo el Premio Ondas de Barcelona y se trasmitió semanalmente por 16 estaciones de televisión del mundo.
Así mismo, fue importante el programa "Naturalia", producido por RTI entre 1974 y 1993, y dirigido, al igual que el anterior, por Álvaro Castaño Castillo. Esta es la época en que sus televidentes recuerdan su memorable frase: "Lástima que la televisión no sea a color". Pues fue cuando le empezaron a llegar producciones internacionales a color, las cuales sus televidentes no podían disfrutar de la majestuosidad de los paisajes exóticos que ofrece la naturaleza e igualmente ocurría cuando entrevistaba celebridades del mundo artístico, ya que sus obras solo se podían mostrar en blanco y negro. Por lo tanto, era su manera peyorativa para decirles a los gobiernos de entonces que era hora de entrar a la era del color en la televisión colombiana, la cual llegó finalmente en 1979.
Valencia fue la presentadora oficial durante varios años del Concurso Nacional de Belleza de Colombia en Cartagena de Indias e igualmente trabajó durante varias temporadas consecutivas para RCN Televisión en el programa "Esta noche sí", dirigido por su hijo Rodrigo, y en el cual compartió la presentación con su hija Pilar Castaño y con Camilo Pombo; también fue presentadora del programa "Correo Especial" para la cadena tres o canal de interés público.
En RCN Radio, junto con Pilar Castaño, condujo el programa de emisión diaria "Gloria y Pilar". Además de animar programas de radio y televisión, Valencia fue colaboradora esporádica de los periódicos El Tiempo y El Espectador, redactora de la revista Cromos y directora de la revista Laura.
Su trabajo cultural también se expresó en su apoyo a la creación de la discoteca "La Bomba", que junto a "La Gioconda", "El Infierno", "Las Mazmorras", "El Elefante Blanco", "La Caverna" y "El Diábolo" fueron sitios centrales para la historia del rock colombiano. En sus escenarios se presentaron Los Young Beats, Los Flippers, y Los Speakers, entre muchos otros conjuntos musicales intérpretes de twist y música go-gó. En particular, "La Bomba", fundada en conjunto con Carlos Pinzón, Fernando Gómez Agudelo y Juan David Botero, "inicialmente se encontraba ubicada en la calle 80 con carrera 7, justo sobre una bomba de gasolina; sin embargo, la ubicación definitiva de la discoteca se estableció en una amplia bodega en el interior de un parqueadero de la calle 60 con carrera 9", en su inauguración tocaron Los 4 Crickets y Los Moonlights, y en otras ocasiones Los Speakers, Los Flippers y Los Young Beats.Según los registros de la época, en esa bodega cabían 800 personas y los menores de edad tenían su espacio reservado los domingos en la mañana, en las matinés se presentaban películas y bandas

## Fallecimiento
El 24 de marzo de 2011 a los 83 años de edad murió en Bogotá, a causa de complicaciones respiratorias. La 'primera dama de la TV' murió pasadas las 8:00 p. m. en su casa, en Bogotá, comentó su familia.

## Reconocimientos
Valencia recibió la mayoría de premios que se otorgan en Colombia a las personas vinculadas a los medios de comunicación: durante cinco años consecutivos obtuvo el premio Nemqueteba como mejor animadora; en una ocasión, el Ondra de la crítica a la personalidad más destacada de la televisión; el Antena de Oro de la consagración, otorgado por la Asociación de Periodistas del Espectáculo al personaje del año; el Premio Nacional de Periodismo Simón Bolívar; el Catalina de Oro otorgado por el Festival de Cine de Cartagena por toda una vida en la televisión; la Medalla Simón Bolívar, concedida por el Ministerio de Educación; y el Premio Nacional de Periodismo del CPB a una vida en la televisión colombiana. En marzo de 2007 fue objeto de la imposición del mayor galardón de la Fundación Musical de Colombia Orden Garzón y Collazos y los máximos galardones de la Gobernación del Tolima y Alcaldía de Ibagué (Colombia). En enero de 2011, en el marco de la Feria Colombiatex de las Américas, el Instituto para la Exportación y la Moda-INEXMODA, realizó un sentido homenaje por su trayectoria y aporte al Sistema de la Moda de Colombia.
Hizo parte del grupo de fundadores de la ACL, Asociación Colombiana de Locutores y Comunicadores de la cual fue presidenta. Su constante interés por el arte, la cultura y la ecología le sirvieron para ser exaltada como directora de la Fundación para la Protección de Parques nacionales y como miembro de la Junta Directiva del Museo de Arte Moderno de Bogotá.

### Premios y distinciones
- 1957, 1958, 1959, 1965 Premio Nemqueteba.
- 1970, 1975 Premio Ondas de España.
- 1971 Dos Premio Ondra.
- 1975 Premio Antena de la consagración.
- 1978 Premio José Mercurio de la Asociación de Periodistas del Espectáculo compartido con Fernando González Pacheco.
- 1978 Premio Guaicaipuro de oro de Venezuela como 'Mejor presentadora de Latinoamérica'.
- 1982 Premio Julián Ospina otorgado por la Asociación Colombiana de Locutores (ACL).
- 1984 Con motivo de los 30 años de la televisión le otorgan la Orden Manuel Murillo Toro junto a Fernando Gómez Agudelo, Manuel Medina Mesa, Emeterio y Felipe Los Tolimenses (Lizardo Díaz y Jorge Ramírez), Ana Mojica, Rafael García Herreros, Otto Greiffenstein, Darío Achury, William Puth, Carlos Muñoz, Fabio Camero, Hugo Pérez, Manuel Drézner, Álvaro Ruiz, Juan de la Matta, Gabriel Quimbaya, Javier Corchuelo y Manuel Cuervo Argüello.
- 1987 Premio Simón Bolívar.
- 1988 Premio India Catalina de oro a 'Toda una vida'.
- 1989 Premio Simón Bolívar en la categoría Gran Bolívar de Oro.
- 1995 Premio Simón Bolívar a la 'Vida y obra de un periodista'.
- 2000, 2001 Premio TV y Novelas.
- 2006 Premio Cromos de la moda a 'Toda una vida'.
- 2007 Orden Garzón y Collazos de la Fundación Musical de Colombia y Homenaje de la Asociación Colombiana de Locutores (ACL).

## Programas en televisión
A continuación presentamos una relación de sus programas de concurso, infantiles, culturales, musicales y periodísticos en los que Gloria Valencia, considerada la primera dama de la televisión, título otorgado por el periodista especializado en televisión Álvaro Monroy Caicedo (Visor), en el periódico El Espectador, ha trabajado como presentadora o animadora.

### Años 50
- Conozca a los autores
- El lápiz mágico
- El modo y la moda
- Temas de ayer y hoy
- Cosas de mujeres
- Viaje alrededor del arte
- Antaño y hogaño
- El mundo infantil
- El mundo en Bogotá
- La moda en Bogotá

### Años 60
- Por los caminos de la patria
- Trece mil pesos por sus respuestas (Veinte mil pesos por sus respuestas, Miles de pesos por sus respuestas)
- Cumpleaños Ramo
- Uno es de ley
- La llamada Sears
- Juguetelandia Sears
- Hola Bogotá
- Haga lo que haga, Milo le paga
- Aerocóndor en el aire
- Estudio uno
- Diálogos de los martes
- El mundo está loco, loco, loco

### Años 70
- Cuánto sabe, Punch le paga
- Carta de Colombia
- Vea Colombia, revista del sábado
- Correo cultural
- Naturalia
- Martes con Gloria

### Años 80
- El precio es correcto 1982-1991
- Los tres a las seis 1989-1992

### Años 1990
- Esta noche sí
- Correo especial

Durante varios años fue presentadora del Reinado Nacional de Belleza en Colombia. También presentó los programas Carrusel, Gloria 7:30 (Gloria 9:30,Gloria 10:00 p. m.), sección del noticiero llamado Adelante con la moda, Vanidades femeninas, El país de las maravillas.